# Jogos da Lusofonia de 2014
Os Jogos da Lusofonia de 2014 foram a terceira edição dos Jogos da Lusofonia que ocorreu entre 18 e 29 de janeiro em Goa, Índia.
Anteriormente marcados para acontecer no final de 2013, os jogos ocorreram em janeiro de 2014, devido a problemas no atraso das obras.
A sede dos jogos foi o estado indiano de Goa 
O Brasil, tradicionalmente a maior nação vencedora dos Jogos da Lusofonia, decidiu boicotar o evento sob a alegação de que as obras estavam atrasadas e que a organização não conseguiu provar as condições de segurança e hospedagem dos atletas, o que afetou drasticamente a competição. Somente 7 atletas Brasileiros do Wushu competiram nos Jogos,indo de forma independente e sem apoio do COB.
No final dos jogos a Índia terminou em primeiro lugar no quadro de medalhas, com 92 medalhas, das quais 38 de ouro. Em segundo lugar ficou a delegação de Portugal, com 50 medalhas.

## Candidaturas
O processo de eleição da sede ocorreu em 2009. Brasil, Sri Lanka e a Índia enviaram seus projetos.
A candidatura de Goa acabou sendo aprovada pela ACOLOP (Associação dos Comités Olímpicos de Língua Oficial Portuguesa) e assim o território ganhou o direito de sediar o evento.

## Países participantes
11 países lusófonos enviaram atletas para o evento:
| - Índia (Sede) - Angola - Brasil - Cabo Verde - Guiné-Bissau | - Macau - Moçambique - Portugal - São Tomé e Príncipe - Sri Lanka - Timor-Leste |

| Nações              | Nº de atletas | Participação de Delegação por Esporte | Participação de Delegação por Esporte | Participação de Delegação por Esporte | Participação de Delegação por Esporte | Participação de Delegação por Esporte | Participação de Delegação por Esporte | Participação de Delegação por Esporte | Participação de Delegação por Esporte | Participação de Delegação por Esporte |
| Nações              | Nº de atletas | [ 7 ]                                 | [ 8 ]                                 | [ 9 ]                                 | [ 10 ]                                | [ 11 ]                                | [ 12 ]                                | [ 13 ]                                | [ 14 ]                                | [ 15 ]                                |
| ------------------- | ------------- | ------------------------------------- | ------------------------------------- | ------------------------------------- | ------------------------------------- | ------------------------------------- | ------------------------------------- | ------------------------------------- | ------------------------------------- | ------------------------------------- |
| Angola              | 77            | •                                     | •                                     |                                       | •                                     | •                                     | •                                     |                                       | •                                     |                                       |
| Brasil              | 7             |                                       |                                       |                                       |                                       |                                       |                                       |                                       |                                       | •                                     |
| Cabo Verde          | 43            | •                                     | •                                     |                                       |                                       | •                                     |                                       |                                       | •                                     |                                       |
| Guiné-Bissau        | 21            | •                                     | •                                     |                                       | •                                     |                                       |                                       |                                       | •                                     |                                       |
| Macau               | 129           | •                                     | •                                     | •                                     | •                                     | •                                     | •                                     | •                                     | •                                     | •                                     |
| Moçambique          | 95            | •                                     | •                                     | •                                     | •                                     |                                       |                                       | •                                     | •                                     |                                       |
| Portugal            | 74            | •                                     |                                       |                                       | •                                     | •                                     | •                                     |                                       | •                                     | •                                     |
| São Tomé e Príncipe | 31            | •                                     |                                       | •                                     |                                       | •                                     |                                       |                                       | •                                     |                                       |
| Timor-Leste         | 28            | •                                     |                                       | •                                     |                                       | •                                     |                                       |                                       | •                                     |                                       |
| Índia               | 197           | •                                     | •                                     | •                                     | •                                     | •                                     | •                                     | •                                     | •                                     | •                                     |
| Sri Lanka           | 84            | •                                     |                                       | •                                     | •                                     | •                                     | •                                     |                                       | •                                     | •                                     |

## Esportes
As modalidades e eventos foram os mesmos de 2009, com exceção do Wushu que substituiu o futsal. Os números entre parênteses representam o número de eventos de cada modalidade:
| - Atletismo (28) - Basquetebol (2) - Futebol (1) - Judo (14) | - Taekwondo (8) - Ténis de mesa (4) - Voleibol (2) - Voleibol de praia (2) - Wushu |

Esporte Paralímpico
- Atletismo (3)

## Calendário
| A | Cerimônia de abertura |  | Competições |  | Finais de competições | E | Cerimônia de encerramento |

| Janeiro           | 18      | 19 | 20 | 21 | 22 | 23 | 24 | 25 | 26 | 27 | 28 | 29 | T  |
| ----------------- | ------- | -- | -- | -- | -- | -- | -- | -- | -- | -- | -- | -- | -- |
| Cerimônias        | A       |    |    |    |    |    |    |    |    |    |    | E  |    |
| Atletismo         |         |    |    |    |    |    |    | 29 |    | 2  |    |    | 31 |
| Basquetebol       |         |    |    |    |    |    |    |    |    | 2  |    |    | 2  |
| Futebol           |         |    |    |    |    |    |    |    |    |    | 1  |    | 1  |
| Judô              |         |    |    |    |    |    | 14 |    |    |    |    |    | 14 |
| Taekwondo         |         |    |    |    |    |    |    |    | 8  |    |    |    | 8  |
| Tênis de mesa     |         |    | 2  |    | 2  | 3  |    |    |    |    |    |    | 7  |
| Voleibol          |         |    |    | 2  |    |    |    |    |    |    |    |    | 2  |
| Voleibol de praia |         |    |    |    |    |    |    |    | 2  |    |    |    | 2  |
| Wushu             |         |    |    |    |    |    |    |    |    |    |    | 30 | 30 |
| Finais            | —       | —  | 2  | 2  | 2  | 3  | 14 | 29 | 10 | 4  | 1  | 30 | 97 |
| Programa          | 18      | 19 | 20 | 21 | 22 | 23 | 24 | 25 | 26 | 27 | 28 | 29 |    |
| Programa          | Janeiro |    |    |    |    |    |    |    |    |    |    |    |    |

## Medalhas
| Ordem | País                    | Medalha de ouro | Medalha de prata | Medalha de bronze | Total |
| ----- | ----------------------- | --------------- | ---------------- | ----------------- | ----- |
| 1     | IND Índia               | 37              | 27               | 28                | 92    |
| 2     | POR Portugal            | 18              | 20               | 12                | 50    |
| 3     | MAC Macau               | 15              | 9                | 14                | 38    |
| 4     | SRI Sri Lanka           | 7               | 11               | 13                | 31    |
| 5     | ANG Angola              | 5               | 8                | 14                | 27    |
| 6     | MOZ Moçambique          | 4               | 4                | 5                 | 13    |
| 7     | BRA Brasil              | 2               | 1                | 3                 | 6     |
| 8     | GBS Guiné-Bissau        | 2               | 1                | 0                 | 3     |
| 9     | CPV Cabo Verde          | 1               | 6                | 5                 | 12    |
| 10    | STP São Tomé e Príncipe | 0               | 1                | 0                 | 1     |
| 11    | TLS Timor-Leste         | 0               | 0                | 1                 | 1     |
| Total | Total                   | 91              | 88               | 95                | 274   |

## Preparativos
Goa foi anunciada como sede dos jogos ao final da segunda edição dos Jogos da Lusofonia, em Lisboa, anteriormente marcados para 2013 os jogos sofreram uma alteração no cronograma devido atraso nas obras e vieram a acontecer em janeiro de 2014, em Goa.

## Locais de competição
| Local                                       | Capacidade | Desportos                              | Localidade             | Mapa                                              |
| ------------------------------------------- | ---------- | -------------------------------------- | ---------------------- | ------------------------------------------------- |
| Estádio Fatorda                             | 22.000     | Futebol                                | Margão                 | \| Margão Taleigão Mapuçá Vasco da Gama Pangim \| |
| Estádio Multiuso da Universidade de Goa     | 4.000      | Basquetebol e Voleibol                 | Taleigão               | \| Margão Taleigão Mapuçá Vasco da Gama Pangim \| |
| Sala Multiuso de Pedem                      | 2.000      | Judô, Ténis de mesa, Taekwondo e Wushu | Mapuçá                 | \| Margão Taleigão Mapuçá Vasco da Gama Pangim \| |
| Estádio Tilak Maidan                        | 5.000      | Futebol                                | Vasco da Gama          | \| Margão Taleigão Mapuçá Vasco da Gama Pangim \| |
| Praia da Miramar                            | 1.900      | Vôlei de Praia                         | Pangim                 | \| Margão Taleigão Mapuçá Vasco da Gama Pangim \| |
| Complexo de Atletismo de Bambolim           | 6.500(1)   | Atletismo                              | Complexo Médico de Goa | \| Margão Taleigão Mapuçá Vasco da Gama Pangim \| |
| Margão Taleigão Mapuçá Vasco da Gama Pangim |            |                                        |                        | \| Margão Taleigão Mapuçá Vasco da Gama Pangim \| |